# 広島県道319号勝田吉田線
広島県道319号勝田吉田線（ひろしまけんどう319ごう かったよしだせん）は、広島県安芸高田市を通る一般県道である。

## 概要
安芸高田市八千代町勝田（かった）から安芸高田市吉田町多治比に至る。

### 路線データ
- 起点：安芸高田市八千代町勝田（島根県道・広島県道5号浜田八重可部線交点）
- 終点：安芸高田市吉田町多治比（丹比交差点、広島県道・島根県道6号吉田邑南線交点）
- 総延長：約11.7 km

## 歴史
- 1973年（昭和48年）12月21日 - 広島県告示第984号により認定される。

前身は広島県道319号土師（はじ）吉田線。土師ダム建設による道路付け替えが路線名称変更の理由である。
- 2004年（平成16年）3月1日 - 高田郡の全6町（甲田町・高宮町・美土里町・向原町・八千代町・吉田町）が対等合併して安芸高田市が成立したことに伴い全線が安芸高田市域を通る路線になる。

## 地理

### 通過する自治体
- 広島県
  - 安芸高田市

### 交差する道路
| 交差する道路                        | 交差する場所           | 交差する場所      |
| ----------------------------------- | ---------------------- | ----------------- |
| 島根県道・広島県道5号浜田八重可部線 | 八千代町勝田（かった） | 起点              |
| 広島県道・島根県道6号吉田邑南線     | 吉田町多治比           | 丹比交差点 / 終点 |

### 沿線
- 土師ダム
- 猿掛城跡 - 毛利元就が家督を継ぐまで居城としていた山城。